# Basil Maclear
Basil Maclear (Portsmouth, 7 de abril de 1881 – Ypres, 24 de mayo de 1915) fue un militar y jugador británico de rugby que se desempeñó como centro. Fue internacional con el XV del Trébol de 1905 a 1907.

## Biografía
Hijo de un médico, ingresó al Ejército Británico y estudió en la prestigiosa Real Academia Militar de Sandhurst. Al egresarse fue asignado a (por entonces) una base británica en Cork, donde comenzó a jugar en el Munster Rugby.
Es considerado uno de los mejores jugadores que dio su país y una de las víctimas del rugby por la Gran Guerra. Desde 2015 es miembro del World Rugby Salón de la Fama, coincidiendo su ingreso con el centenario de su trágica muerte.

### Primera Guerra Mundial
Con el estallido de la Primera Guerra Mundial fue enviado a servir como Capitán de los Fusileros Reales de Dublín, murió durante la Segunda batalla de Ypres y su cuerpo nunca fue recuperado. Su nombre se encuentra en la Puerta de Menin.

## Selección nacional
Fue convocado al XV del Trébol por primera vez para el Torneo de las Cuatro Naciones 1905 y debutó contra La Rosa: marcó un try para la victoria irlandesa.
Lo seleccionaron nuevamente para el Torneo de las Cuatro Naciones 1906 y disputó su último partido ante los Dragones rojos durante el Torneo de las Cuatro Naciones 1907. Debido a su carrera militar, no volvió a ser convocado por el nacionalismo irlandés, que había incrementado la exigencia del Home Rule.
En total jugó 11 partidos y marcó 18 puntos, productos de cuatro tries y tres conversiones (un try valía 3 puntos por aquel entonces).